# Norðanfyri Lokkaskarð
Norðanfyri Lokkaskarð är det högsta berget på ön Borðoy i nordöstra Färöarna. Berget har en högsta topp på 772 meter.